# Budget du gouvernement du Québec de 1996
Lire en ligne

Discours sur le budget

1995 1997
Le budget du gouvernement du Québec de 1996 s'appliquant à l'année fiscale 1996-97 est présenté par Bernard Landry le 9 mai 1996 à l'Assemblée nationale. C'est le premier exposé budgétaire de Bernard Landry.

## Contexte
Le budget est présenté quelques mois après le référendum de 1995, la démission de Jacques Parizeau et la constitution du Gouvernement Lucien Bouchard qui est alors au sommet de sa popularité. Une grande conférence sur le devenir social est économique du Québec est tenue du 18 au 20 mars et aboutit à un consensus sur l'atteinte du déficit zéro en 1999-2000.
Dans son discours d'ouverture prononcé le 25 mars, Lucien Bouchard annonce des compressions sévères dans les dépenses gouvernementales:

« Au gouvernement, tous les ministères verront leur budget restreint cette année, y compris, oui, la Santé et l'Éducation, qui représentent à eux seuls les trois cinquièmes des dépenses de l'État. Il est illusoire de penser équilibrer le budget des Québécois tout en maintenant notre niveau de dépenses dans ces deux secteurs. »

— Lucien Bouchard, premier ministre du Québec
L'économie du Québec a fortement ralenti en 1995 avec une croissance réelle du PIB limitée à 1,8 % contre 3,9 % en 1994 et les perspectives sont encore plus médiocres (prévision de croissance à 1,0 % en 1996 et 1,5 % en 1997). Le ralentissement pèse sur les créations d'emplois (48 000 postes créés en 1995) ce qui empêche une réduction significative du taux de chômage. En revanche, la baisse des pressions inflationnistes permet à la Réserve fédérale américaine et à la Banque du Canada de réduire leur taux directeurs, et corrélativement, d'abaisser le taux d'intérêt sur la dette publique émise par le gouvernement du Québec.

## Principales mesures

### Revenus

#### Impôt sur le revenu
Le budget prend un certain nombre de mesure de resserrement des dépenses fiscales :
- Le budget 1994 avait annoncé que le Québec (contrairement au gouvernement fédéral) ne réduirait pas certains crédits personnels en fonction du revenu ; 
  - Bernard Landry annonce que l'état des finances publiques justifie d'inverser cette décision. Dès 1997[note 1] le crédits pour personne seule, en raison de l'âge et pour revenus de retraites sont réduits de 15 % pour chaque dollar gagné au dessus de 26 000 $,[5],[6].
- Certaines déductions (cotisation syndicale, professionnelle ou à une association artistique reconnue) sont transformées en crédit d'impôt au taux de 20 %[7];
- Le crédit d'impôt au Fonds de solidarité FTQ et à Fondaction (CSN) sont réduits de 20 à 15 % et leur montant maximal passe de 1 000 $ à 525 $ par an[8],[9];
- Les pensions alimentaires destinées aux enfants (pour les ententes conclues à partir du 1er mai 1997) sont défiscalisées[note 2];
- La déduction spéciale du Régime épargne-actions pour les actions convertibles admissible est prolongé d'un an (extinction en 1998)[10];
- L'impôt minimum de remplacement (IMR) est durci. Le niveau d'exemption est abaissé de 40 000 $ à 25 000 $ à partir de 1997. Cette mesure affecte les contribuables réalisant d'importants gains en capital, qui utilisent de façon importante la déduction pour RÉER ou des abris fiscaux[11].

Les fonds accumulés dans un REÉL peuvent être retirés sans imposition pour payer des travaux de rénovations éligibles,.

#### Impôt sur les sociétés
La limite au remboursement de certains crédits d'impôts aux entreprises introduite par le budget précédent est abolie. La définition de PME pour la bonification du crédit d'impôt aux salaires de R&D est élargie (toutes les entreprises ayant moins de 25 millions de dollars d'actifs sont alors éligibles).
Le crédit d'impôt pour stage en milieu de travail, déjà élargi en 1995, est étendu aux étudiants inscrits dans un programme ISPJ.
Le budget créé de nouveaux crédits :
- Le crédit d'impôt pour la production de titre multimédia, administré par la SODEC[15];
- Le crédit d'impôt remboursable pour les constructeurs de navires.

#### Taxe de vente du Québec
Le remboursement de taxe sur les intrants (RTI) de certains biens aux grandes entreprises, initialement prévu à partir du 30 novembre 1996 est repoussé au 31 mars 1997. Les mesures annoncées dans le Budget du gouvernement du Québec de 1995 (taxe sur le carburant, abolition du crédit d'impôt pour taxi) en conséquence du RTI sont également repoussées au 31 mars 1997.

#### Autres taxes et impôts
La taxe sur le capital est élargie:
- Aux caisses d'épargne et de crédit (notamment les Caisses Desjardins) à un taux de 1,28 % de leur capital versé ;
- Aux Fonds de solidarité FTQ et au Fondaction (CSN) et la réduction spéciale dans le calcul de leur capital versé est également abolie.

### Dépenses publiques
Jacques Léonard, président du Conseil du Trésor dépose le 27 mars 1996 le budget de dépenses pour 1996-97. Le volume de dépenses totales (41,1 milliards de dollars) est en recul de 3 % par rapport à 1995-96, mouvement apprécié par les milieux financiers. Le budget de dépenses prévoit des réductions budgétaires sévères :
- 317 millions de budget en moins pour les commissions scolaires ;
- 669 millions en moins dans le budget de la santé et des services sociaux dont :
  - 30 millions dans les fonctions régionales du Ministère de la Santé et des Services sociaux ;
  - 290 millions en moins pour le réseau de la santé ;
  - 339,4 millions d'économies pour l'assurance-maladie ;
  - 9,6 millions en moins à l'Office de protection des handicapés ;
- Une économie supplémentaire de 196 millions à la suite de la mise en place du régime public d'assurance médicaments ;
- 47,5 millions en moins pour l'aide sociale ;
- 187 millions en moins pour les travaux de voirie et d'entretien des routes ;
- 42 millions de subventions agricoles et 120 millions de subvention aux entreprises en moins ;
- La fermeture de 13 bureaux à l'étranger, seules 6 délégations générales sont conservées[note 5],[19].

## Réactions

### Monde politique
Paul Martin, ministre fédéral des Finances, accueille positivement le budget Landry:

« Tout le monde est très content de voir le désir du gouvernement québécois d'assainir ses finances publiques et de prendre les mesures nécessaires pour y arriver [...] C'est très important pour le Québec et pour le pays »

— Paul Martin, ministre fédéral des Finances
André Bourbeau du Parti libéral parle d'un déficit d'idée dans le budget Landry, et critique particulièrement la hausse d'impôt affectant les aînés. 
Mario Dumont, seul député de l'Action démocratique estime que « les grands gagnants du budget sont les sûrement les contribuables de l'Ontario ».

### Médias
Alain Dubuc de La Presse souligne certains points forts du budget : ses prévisions réalistes, des cibles de lutte contre le déficit crédibles et l'absence de mauvaise surprise. Il pointe cependant certaines lacunes (sur l'emploi notamment où le manque de mesures est criant) et expédients (la création d'un fonds spécial pour les travaux routiers qui font sortir 250 millions de dépenses du budget).
Claude Picher du même journal pointe que, si le ministre assure qu'il n'y a pas de hausse d'impôts ou de taxes, le budget est truffé de hausses d'impôts déguisées (par les restrictions aux avantages fiscaux).
Jean-Robert Sansfaçon est plus critique, pointant des mesures sans éclat (contrôle accru des contribuables, chasse au travail au noir, réduction des avantages fiscaux) alors que deux jours plus tôt Ernie Eves, ministre des Finances de l'Ontario, annonçait une baisse massive de l'impôt sur le revenu. Il pointe également que le budget affecte « les retraités, les travailleurs et la classe moyenne » par ses coupes aux avantages fiscaux.

### Autres groupes
Le budget est bien reçu dans les milieux financiers et d'affaires, et les marchés financiers ne connaissent pas de grande fluctuation le jour du budget,,. 
Le dépôt des crédits avait également été bien reçu par les marchés financiers. Clément Gignac, économiste en chef de la firme Lévesque Beaubien Geoffrion (et futur ministre libéral sous Jean Charest), souligne alors le « réalisme des autorités publiques actuelles, qui ont renoncé aux tendances très rosées des administrations antérieures ».
Les aînés expriment leur indignation devant la réduction de certains crédits d'impôts (âge et personne vivant seule notamment) en fonction du revenu (une mesure pourtant adoptée par le gouvernement fédéral dès 1994). La FADOQ estime que le budget vient augmenter de 850 $ le fardeau fiscal des personnes âgées.
Les syndicats sont déçus par le budget, notamment par le manque de mesures sur l'emploi et le manque de courage dans l'abolition des abris fiscaux profitant aux contribuables les plus aisés. Ils avaient auparavant très fortement critiqué les coupes opérées lors du dépôt des crédits en mars, notamment dans le secteur de l'éducation, et de la santé où les compressions sont très mal reçues.

## Parcours législatif
Le projet de loi n° 81 qui met en place les dispositions du budget 1996 (et certaines autres déclarations ministérielles et bulletins d'informations du ministère des Finances) est un document particulièrement long (200 pages pour 383 articles) et complexe (modifiant un total de 19 lois différentes).
Le projet de loi est adopté à main levée le 13 mai 1997 et est sanctionné le 22 mai.

## Exécution
Le budget 1996-97 a été exécuté correctement malgré des rentrées fiscales inférieures de 368 millions aux prévisions. Des transferts fédéraux plus élevés que prévu, un bon contrôle des dépenses (en baisse de 1,45 milliard par rapport à 1995-96) et la baisse du coût de la dette ayant permis d'atteindre (et même très légèrement dépasser) la cible de déficit public, comme l'année précédente.
|                       |                     |                      |           |  |
| Indicateur            | 9 mai 1996 Discours | Résultats définitifs | Variation |  |
|                       |                     |                      |           |  |
| Revenus autonomes     | 30 968              | 30 600               | 368       |  |
| Transferts fédéraux   | 6 621               | 6 721                | 100       |  |
| Revenus totaux        | 37 589              | 37 321               | 268       |  |
|                       |                     |                      |           |  |
| Dépenses de programme | 34 873              | 34 677               | 196       |  |
| Service de la dette   | 5 991               | 5 861                | 130       |  |
| Dépenses              | 40 864              | 40 538               | 326       |  |
|                       |                     |                      |           |  |
| Déficit               | 3 275               | 3 217                | 58        |  |
|                       |                     |                      |           |  |

### Contrôle des dépenses
|                                             |         |         |                 |           |
| Secteur                                     | 1995-96 | 1996-97 | Variation       | Variation |
|                                             |         |         |                 |           |
| Santé et services sociaux                   | 13 148  | 12 975  | en diminution   | – 1,3 %   |
| Éducation et culture                        | 10 880  | 10 478  | en diminution   | – 3,7 %   |
| Soutien aux personnes et aux familles       | 4 486   | 4 440   | en diminution   | – 1,0 %   |
| Économie et environnement                   | 4 486   | 3 600   | en diminution   | – 19,8 %  |
| Gouverne et justice                         | 3 167   | 3 195   | en augmentation | 0,9 %     |
| Dépenses de programme                       | 36 167  | 34 688  | en diminution   | – 4,1 %   |
| Amortissement des immobilisations et autres | –39     | –11     | N/A             | N/A       |
| Service de la dette                         | 6 038   | 5 861   | en diminution   | – 2,9 %   |
| Dépenses totales                            | 42 166  | 40 538  | en diminution   | – 3,9 %   |